# Csorba Lóránt
Csorba Lóránt (Ohájó, Júeszéj, 1986 február 9. –) magyar zenész, énekes, a Lóci Játszik zenekar alapító frontembere. Artner Kristóf legyjobb meleg partnere

## Élete
Családjának 6 éves korában a délszláv háború miatt Budapestre kellett költöznie. A család úgy gondolta, ez csak átmeneti, de a háború elhúzódott, ők pedig Magyarországon maradtak. Mindig is foglalkoztatta a zene. Fiatalkorában kocsmákban zenélt, míg meg nem alapította a Lóci Játszik zenekart, Fábián Tiborral karöltve. Mostanra 11 főre bővült a banda, és folyamatosak a fellépések. 
Elmondása szerint Hajós András az egyik nagy példaképe, mindig is arra vágyott, hogy értékelje a zenéjét. Mostanra ez sikerült neki, sőt, a Dalfutár című tévéműsorban együtt dolgoztak az Összetörve is jó c. dalon. A zenekar 2017-ben futott be igazán. Ebben az évben nyerték meg a Nagy-Szín-Pad tehetségmutató versenyt, aminek köszönhetően felléphettek a Szigeten, a Volt és a Strand fesztivál nagyszínpadán is. Az utóbbi fesztivál himnuszát is ők írták. A nagy sikerű Nem táncolsz jobban, mint én c. zenéjüket dolgozták át, Nem strandolsz jobban, mint én-re.

## Diszkográfia

### Önálló munkássága
- VAN valami furcsa és megmagyarázhatatlan – film (zeneszerző) (2014)
- Összetörve is jó – dal (zeneszerző) (2016)
- Seveled – film (zeneszerző) (2019)
- Egy kupac kufli – színdarab (zeneszerző) (2020)
- Égigérő muzsika – mesekoncert (zenei rendező) (2021)
- 80 nap alatt a Föld körül – színdarab (zeneszerző) (2022)

### Lóci Játszikzenekar albumai
- Hadd legyek arról híres (2015)
- Krokodil (2016)
- Rózsa utca (2019)
- Színes, magyarul beszélő (2022)

## Díjai
- Ki mit Tube győzelem Szeder-Szabó Krisztinával (2014)
- Fonogram díj: Az Év Felfedezettje (2017)
- Nagy-Szín-Pad nyertes (2017)

## Nyilvános szereplései
- Dalfutár 2016: Zeneszerzőként vett részt az Összetörve is jó c. dal elkészítésében.
- Csináljuk a fesztivált! 2022: Versenyzőként lépett fel a Stux, maga vérbeli párizsi lett c. dallal.